# St. Charles (Maryland)
St. Charles is een plaats (census-designated place) in de Amerikaanse staat Maryland, en valt bestuurlijk gezien onder Charles County.

## Demografie
Bij de volkstelling in 2000 werd het aantal inwoners vastgesteld op 33.379.

## Geografie
Volgens het United States Census Bureau beslaat de plaats een oppervlakte van
30,9 km², waarvan 30,6 km² land en 0,3 km² water.

## Plaatsen in de nabije omgeving
De onderstaande figuur toont nabijgelegen plaatsen in een straal van 16 km rond St. Charles.